# Karl Elsener
Karl Elsener (Bülach, 13 augustus 1934 - Zürich, 27 juli 2010) was een Zwitsers voetballer die speelde als doelman.

## Carrière
Elsener maakte zijn debuut in het profvoetbal bij FC Winterthur, hier speelde hij een seizoen waarna hij de overstap maakte naar Grasshopper. Met Grasshopper werd hij landskampioen in 1956 en won datzelfde jaar ook de beker.
Na vier seizoenen ging hij spelen voor La Chaux-de-Fonds nadien speelde hij nog voor FC Winterthur, Grasshopper, FC Grenchen, Lausanne-Sport, FC Luzern en FC Frauenfeld.
Elsener maakte zijn debuut voor Zwitserland in 1958, hij speelde 34 interland in totaal en nam met zijn land deel aan het WK 1962 in Chili en aan het WK 1966 in Engeland.

## Erelijst
- Grasshopper
  - Landskampioen: 1956
  - Zwitserse voetbalbeker: 1956